# Neuf-Mesnil
 Neuf-Mesnil  là một xã ở trong tỉnh Nord ở miền bắc nước Pháp. Xã này có diện tích 1,21 km², dân số năm 1999 là 1381 người. Xã nằm ở khu vực có độ cao trung bình 150 mét trên mực nước biển.